# Gare de Montebourg
Pour les articles homonymes, voir Gare de Ham.
Ne doit pas être confondu avec Gare de Montebourg-Ville.
La gare de Montebourg est une gare ferroviaire française, fermée et disparue, de la ligne de Mantes-la-Jolie à Cherbourg. Elle est située au lieu-dit La Gare de Montebourg sur le territoire de la commune du Ham, dans le département de la Manche en région Normandie.
La dénomination de la gare a varié du fait de sa situation géographique et de l'existence de la gare de Montebourg-Ville des chemins de fer secondaires, qui fut en service de 1886 à 1950. Suivant les auteurs, on trouve notamment « Ham-Montebourg » ou « Montebourg-Ham » et « Montebourg-État » ou « Montebourg-Ouest-État ».
La gare est mise en service en 1858 par la Compagnie des chemins de fer de l'Ouest ; elle est fermée à la fin du XXe siècle par la Société nationale des chemins de fer français (SNCF).

## Situation ferroviaire
Établie à 10 m d'altitude, la gare fermée de Montebourg est située au point kilométrique (PK) 334,912 de la ligne de Mantes-la-Jolie à Cherbourg, entre la gare ouverte de Valognes et la gare fermée de Fresville.
C'était une gare de bifurcation, origine de l'antenne de Montebourg à Saint-Martin-d'Audouville de la ligne de Valognes à Barfleur, la gare suivante étant Montebourg-Ville.

## Histoire
La « station de Montebourg » est mise en service le 17 juillet 1858 par la Compagnie des chemins de fer de l'Ouest, lorsqu'elle ouvre à l'exploitation la dernière section, de Caen à Cherbourg, de la ligne de Mantes-la-Jolie à Cherbourg qui permet la circulation des trains entre Paris et Cherbourg. Les dépenses pour l'établissement de la station sont au mètre carré : de 120 fr pour le bâtiment voyageurs, 76,50 fr pour le « cabinet d'aisance », 45,25 fr pour la lampisterie et de 33,70 fr pour la halle à marchandises. Le coût total de la station est de 34 789 fr comprenant également un abri. La station est établie sur la commune du Ham à quatre kilomètres du bourg de Montebourg.
Le bilan du trafic de l'année 1878 est de : 14 882 voyageurs, 67 chiens, 6 642 animaux divers, 65,1 tonnes de bagages et 4 439,2 tonnes de marchandises en petite et grande vitesse. Cela représente une recette de 116 650,01 francs.
En 1886, la Compagnie de chemins de fer départementaux (CFD) met en service sa ligne de Valognes à Barfleur qui comprend une antenne de la gare de Montebourg à Saint-Martin-d'Audouville. La gare, devenue conjointe aux deux compagnies, est gérée en commun suivant les règles d'une convention approuvée par l'administration de l'État. Le chemin fer secondaire comporte une gare dénommée Montebourg-Ville sur la commune.
En 1950, l'antenne du chemin de fer secondaire et la gare de Montebourg-Ville sont définitivement fermées.
En 1957, « Montebourg » est une gare de la région Ouest de la SNCF, qui dispose d'un bâtiment voyageurs et de plusieurs voies de service.
La gare est démolie en juillet 1975. Un abri l'a remplacée. La lampisterie a été conservée jusqu'en 1991, date de la suppression de la desserte voyageurs. Les quais ont été supprimés. Les travaux d'électrification de la ligne de Mantes-la-Jolie à Cherbourg ont fini d'effacer toute trace de la gare.[réf. souhaitée].